# Мягкое бюджетное ограничение

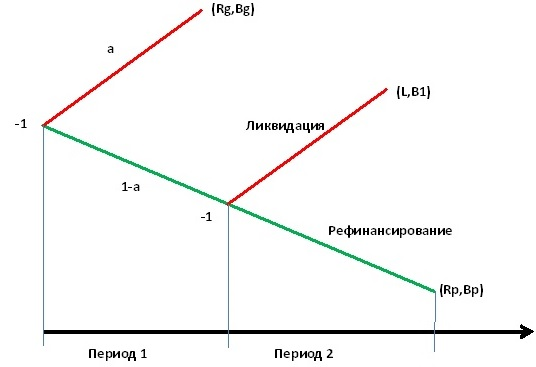
Возникновение мягких бюджетных ограничений

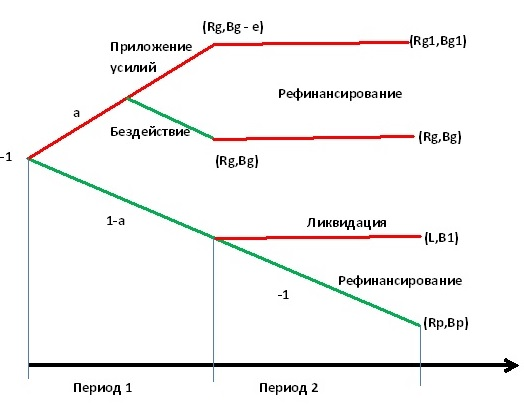
Эффект храповика и мягкие бюджетные ограничения

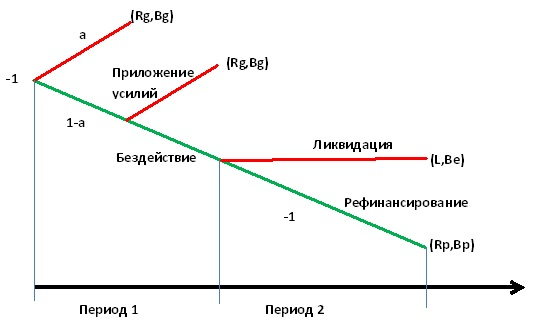
Мягкие бюджетные ограничения и недобросовестность

Мягкое бюджетное ограничение (англ. Soft Budget Constraint, SBC) — эффект в экономике, который указывает, что экономические агенты при принятии решений, связанных с рисками возникновения неплатежеспособности, ожидают, что в такой ситуации им будет оказана финансовая помощь извне. Термин впервые ввёл в экономическую литературу  Янош Корнаи в 1979 году в ходе исследования поведения предприятий в условиях плановой экономики.

## История создания
Впервые идея мягкого бюджетного ограничения была описана Яношем Корнаи на лекциях Стокгольмского университета в 1976 году, а позже на конференциях Эконометрического общества в Чикаго 29 августа 1978 года и в Женеве 6 сентября 1978 года, а в июле 1979 года вышла статья Я. Корнаи «Ресурсо-ограниченная система против спросо-ограниченной системы», где впервые было дано определение «мягкого бюджетного ограничения».

## Определение
Мягкие бюджетные ограничения — возможность на протяжении длительного времени экономическими агентами принимать решения, связанные с высокими рисками возникновения неплатежеспособности, заранее зная (или ожидая), что в такой ситуации им будет оказана финансовая помощь извне, о которой не было заявлено заранее, в том числе финансировать свои убытки за счет других экономических агентов (государства, потребителей, поставщиков, банков или работников).

## Условия ослабления бюджетного ограничения
Предприятие может находиться в условиях ослаблении жесткого бюджетного ограничения, когда:
- предприятие устанавливает самостоятельно цены, которые не являются экзогенными, то есть предприятие регулярно перекладывает на потребителя рост своих расходов, что возможно при сильной позиции поставщика (монополии, дефиците или административном регулировании цен);
- предприятие находится в мягкой налоговой системе, когда имеет возможность воздействовать на формирование налоговых правил, или имеет возможность нарушать нормативное регулирование без последствий, получает налоговые льготы и отсрочки, начисленные налоги не взимаются в установленные сроки;
- предприятие получает безвозмездную государственную поддержку в форме безвозвратных субсидий (в том числе на инвестиционные расходы), дотаций на поддержание производства или на стимулирование какой-либо деятельности, дотаций на покрытие возникшего ущерба или на осуществление какой-либо программы;
- предприятие имеет мягкую кредитную систему, получая регулярные кредитные ресурсы даже в условиях отсутствия гарантий выплат в указанные сроки или достаточных доходов для этих выплат, имеет возможность не выполнять свои обязательства, предписанные кредитным соглашением или договором поставки в качестве поставщика в части поставок оплаченной продукции или в качестве покупателя в части выплат за полученную продукцию;
- предприятие имеет мягкие условия внешних вложений, когда собственники (в том числе государство) регулярно вкладывают ресурсы не на развитие бизнеса, а на преодоления его финансовых затруднений.

## Причины поведения кредиторов
Причины ослабления бюджетного ограничения кредиторами, выявленные Я.Корнаи, Э. Маскин, Г.Роланд в статье «Понимание мягкого бюджетного ограничения»:
- максимизация прибыли кредитора, который даёт возможность должнику продолжить деятельность и в дальнейшем расплатиться по обязательствам;
- патернализм, когда успешное подразделение субсидирует убыточное;
- решения по политическим мотивам;
- существующая иерархическая связь (между материнской и дочерней компаниями, крупнейшими компаниями и государством) с целью поддержания репутации или избежания банкротства компании;
- спасение компании с целью предотвращения падения всего рынка;
- получение незаконного дохода от этих компаний отдельными лицами, принимающих решения (то есть коррупция или коммерческий подкуп);
- менеджмент компаний кредиторов не сообщает собственникам о потерях заёмщика, а значит и о потерях кредитора в связи с тем, что ранее этот менеджмент принимал решения о финансировании этих проектов, что приводит к повторному финансированию неэффективных проектов[4].

## Последствия мягких бюджетных ограничений
Последствия мягких бюджетных ограничений:
- выживание предприятия в процессе антикризисного управления;
- развитие и рост предприятия после получения дополнительных ресурсов;
- не приспособление к ценам, на которые предприятие может влиять, а значит предприятие компенсирует ростом продажных цен возможные убытки и реагирует перераспределением комбинацией затраты-выпуск;
- предприятие избегает риски неопределённости, деля их с кредиторами;
- ускоряет приход новых компаний на рынок;
- мягкие бюджетные ограничения позволяют никак не корректировать поведение предприятия.

Отмечаются также негативные последствия мягких бюджетных ограничений экономических агентов:
- искажение системы стимулов, определяющих поведение экономических агентов;
- превышение объёма производства и (или) потребления благ над оптимальными величинами в условиях жесткости бюджетных ограничений, создание перепроизводства невостребованной продукции;
- создание дефицита на сырьевых рынках и на рынке трудовых ресурсов;
- низкий уровень инноваций, так как финансирование проекта будет пролонгировано автоматически, а внедрение нововведений будет стоить дополнительных затрат;
- замедление ухода с рынка в условиях резких изменений технологий старых производств, которые продолжают выпускать избыточную продукцию, сохраняя уже неэффективное производство, демпингуя на рынке, не позволяя перераспределять рабочую силу в новые технологические компании, генерируя неиспользуемые мощности.

## Способы противодействия негативным эффектам мягких бюджетных ограничений
Создание института, который может уверено гарантировать применение жесткого бюджетного ограничения:
- децентрализация выдвижений проектов позволяет исключить финансирование крупных проектов с высоким уровнем затрат для локальных бюджетов в связи с высокими рисками невозможности дальнейшего рефинансирования, в связи с ограниченностью ресурсов отказаться от проектов, находящихся вне компетенции местных органов принятий решений;
- централизованное принятие решений позволяет создать конкурентную систему кредитования проектов, исключает рефинансирование неэффективных проектов в пользу новых проектов с достаточно высокой ожидаемой прибылью, не позволяя ограничиваться проектами одного региона, и более нейтрально относиться к судьбе какого-либо проекта.

## Модель мягких бюджетных ограничений
В модели Деватрипона—Маскина (1995), что представлено на рисунке «Возникновение мягких бюджетных ограничений», в начале Периода 1 компании разрабатывают n-проектов равных 1 и принимают решения представлять данные проекты кредитору или нет, где {\displaystyle a} — доля удачных проектов, {\displaystyle (1-a)} — доля неудачных проектов (кредитору не известно заранее какой тип проектов представлен), стоимость осуществления всех проектов равна 1 денежных средств. После Периода 1 удачные проекты ({\displaystyle a}) приносят валовой доход — {\displaystyle R_{g}} и личную выгоду менеджерам проекта — {\displaystyle B_{g}>0}, а неудачные проекты {\displaystyle (1-a)} приносят нулевой доход. После Периода 1 кредитор принимает решение или Ликвидировать проект, получив ликвидационную стоимость {\displaystyle L}, менеджер же компании получает отрицательную личную выгоду {\displaystyle B_{l}<0}, или Рефинансировать проект, выдав ещё 1 денежных средств, с расчётом того, чтобы получить в конце Периода 2 валовый доход — {\displaystyle R_{p}}, а менеджер проекта личную выгоду — {\displaystyle B_{p}>0}. В связи с тем, что менеджер проекта при ликвидации получает отрицательную личную выгоду {\displaystyle B_{l}<0}, а при рефинансировании положительную личную выгоду {\displaystyle B_{p}>0}, то он всегда будет представлять повторно неудачные проекты на рефинансирование, если ему будет известно, что проект получит повторное финансирование; а если будет известно, что проект будет ликвидирован, то не будет представлять его кредитору. Кредитор будет предпочитать рефинансировать неудачные проекты, если {\displaystyle R_{p}+B_{p}-1>L+B_{l}}. Отсюда, проекты будут финансироваться, если выполняется условие:
{\displaystyle a(R_{g}+B_{g}-1)+(1-a)(R_{p}+B_{p}-2)>0}, или
{\displaystyle a>a^{s}=(2-R_{p}-B_{p})(R_{g}+B_{g}-R_{p}-B_{p}+1)}.
Таким образом, единственным совершенным равновесием будет равновесие, где все неудачные проекты будут представляться снова кредитору, а все проекты (удачные и неудачные) будут финансироваться и рефинансироваться, а значит компании будут иметь мягкие бюджетные ограничения. Если кредитор неспособен гарантировать отсутствие повторного финансирования, то компании будут представлять кредитору неудачные проекты, а первоначальные инвестиции будут фиксироваться в списанные убытки, а значит оптимальным вариантом для кредитора будет повторное финансирование неудачных проектов. Кредитор должен иметь убедительную способность гарантировать ликвидацию неудачных проектов, убыточных компаний, чтобы угроза оказывала на компании и менеджеров проектов дисциплинирующее воздействие.
В модели Деватрипона—Ролан (1997), что представлена на рисунке «Эффект храповика и мягкие бюджетные ограничения», рефинансирование удачных и неудачных проектов в Периоде 2 обеспечивается исключительно за счёт доходов Периода 1. Менеджеры удачных проектов, Приложив усилия {\displaystyle e} в Периоде 1, получают дополнительную денежную единицу в начале Периода 2, валовый доход проекта — {\displaystyle R_{g}^{1}>=R_{g}>=1} и личная выгода менеджеров {\displaystyle B_{g}^{1}}, а при отсутствии усилий выгоды составят как и в прошлом примере {\displaystyle R_{p}} и {\displaystyle B_{p}}. Приложение усилий для менеджера являются оптимальным вариантом, так как {\displaystyle B_{g}^{1}-B_{g}>e}, а также оптимально для общества. Если {\displaystyle R_{p}+B_{p}>R_{g}^{1}+B_{g}^{1}}, то рефинансирование неудачных проектов для кредитора станет приоритетом, который оттеснит вариант повторного финансирования удачных проектов. При мягком бюджетном ограничении суммарные доходы Периода 1 составляют {\displaystyle aR_{p}} и удачные проекты получат {\displaystyle aR_{p}-(1-a)}, а при жестком бюджетом ограничении суммарные доходы {\displaystyle R_{g}^{1}} и все удачные проекты будут рефинансированы. Если {\displaystyle a<1/R_{p}}, то вероятность рефинансирования удачного проекта при мягком бюджетном ограничении — {\displaystyle (aR_{p}-(1-a))/a<1}. В условиях нейтральности риска выполняется условие:
{\displaystyle ((aR_{p}-(1-a))/a)(B_{g}^{1}-B_{g})<e},
то есть менеджеры удачных проектов не заинтересованы в приложении усилий, что схоже с эффектом храповика при перекрёстном субсидировании.
В модели Квиана—Ролана (1998), что представлено на рисунке «Мягкие бюджетные ограничения и недобросовестность» показано утверждение, что потеря контроля кредитора над проектами в случае ослабления контрольной деятельности кредитора усиливает мягкие бюджетные ограничения.
Когда кредитор осуществляет контроль над проектами с вероятностью {\displaystyle p} и в случае проверки принуждает менеджеров проекта к высокоинтенсивной работе, то результат проектов, подвергшихся проверке, будет равен {\displaystyle (R_{g},B_{g})}, стимулируя действовать так, как будто они реализовали удачные проекты. Усилие контроля кредитора будет приводить к ужесточению бюджетных ограничений и финансовую помощь получит только часть проектов - {\displaystyle (1-p)(1-a)}, а ослабление контроля кредитора будет приводить к уменьшению значения {\displaystyle p} и тем самым к увеличению совокупной финансовой помощи проектов или компаний.